# جون دبليو. مور
جون دبليو. مور (بالإنجليزية: John W. Moore)‏ هو سياسي أمريكي، ولد في 1840، وتوفي في 1917.